# Attilio Ortolani (fumettista)
Attilio Ortolani, noto anche con lo pseudonimo di Attor (Milano, 12 gennaio 1937 – Bollate, 17 ottobre 2019), è stato un fumettista italiano.

## Biografia
Fu redattore e disegnatore per le Edizioni Alpe inizialmente correggendo e completando tavole a fumetti di altri fumettisti, disegnandone i titoli nelle tavole oltre che le vignette per le rubriche delle varie testate e poi realizzando tutte le copertine delle serie Cucciolo e Tiramolla oltre a storie a fumetti di noti personaggi come Pugacioff. Alla fine degli anni sessanta pubblicò sul settimanale Il Monello della Editrice Universo la serie Miniringo, che venne edita fino al 1971. Negli anni settanta venne incaricato di realizzare la nuova serie di Gey Carioca che venne poi edita dal 1973 al 1974 dalle Edizioni Alpe. Sempre negli anni settanta disegnò per la rivista il Paladino dei ragazzi il fumetto Extral, e per il Corriere dei Piccoli le avventure umoristiche del cowboy Budino Joe. Negli anni ottanta realizzò la serie Picky, edita dalla Alpe dal 1982 al 1987. Nel 1981 ebbe una breve collaborazione con l'Editoriale Corno per la quale realizzò l'inchiostratura di un albo della serie Alan Ford disegnato da Paolo Piffarerio. Lasciato l'incarico alle Edizioni Alpe, iniziò una lunga collaborazione con il Corriere della Sera per il quale realizzò illustrazioni e vignette.